# Polska Opera Królewska

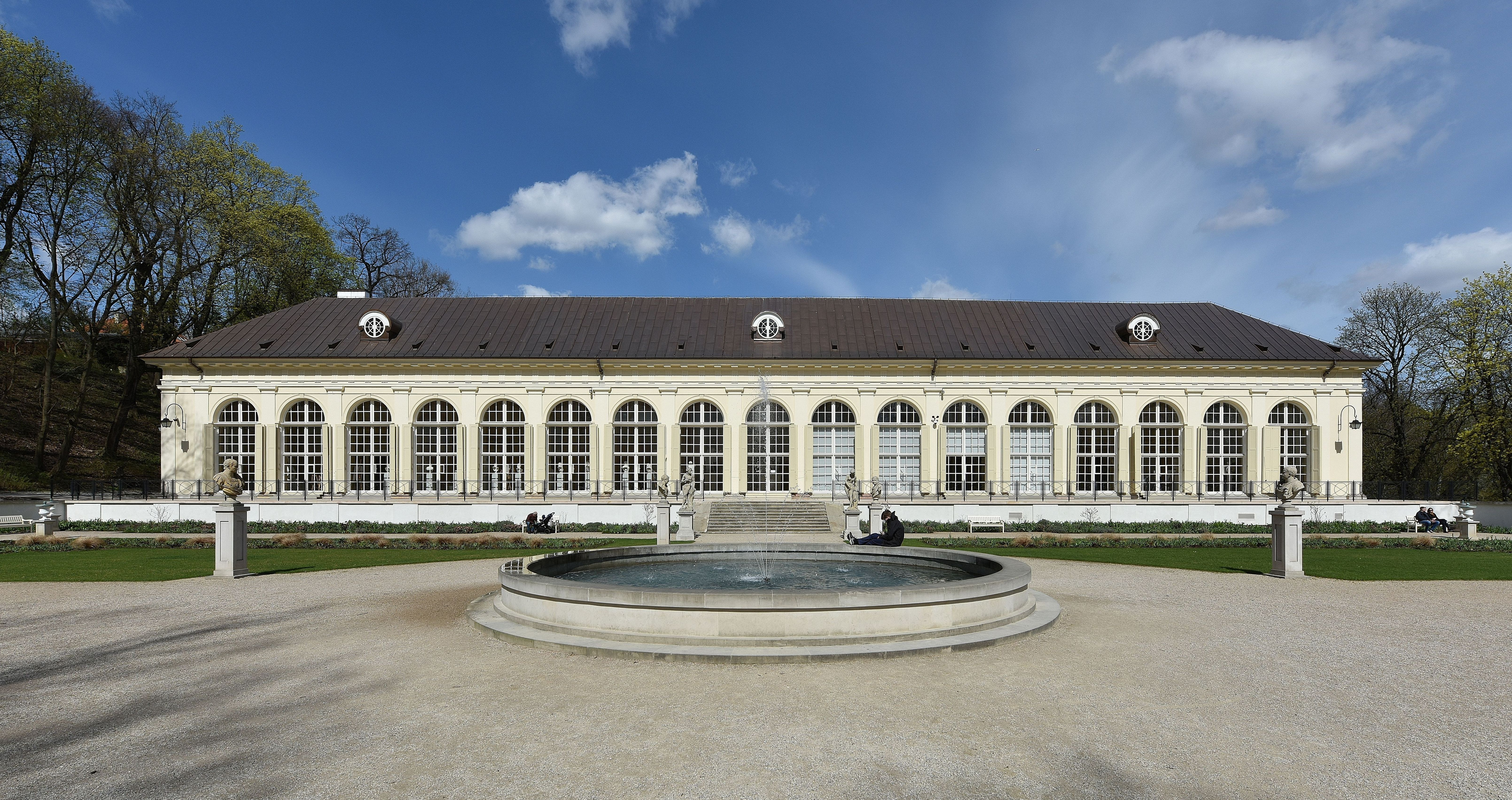
Stara Oranżeria w Łazienkach Królewskich, siedziba Polskiej Opery Królewskiej

Polska Opera Królewska (POK) – teatr operowy z siedzibą w Warszawie, powołany do istnienia 1 sierpnia 2017 roku przez Ministra Kultury i Dziedzictwa Narodowego. Siedzibą Polskiej Opery Królewskiej jest Stara Oranżeria w Łazienkach Królewskich.
Jest to najmłodsza, trzynasta scena operowa w Polsce.

## Działalność Polskiej Opery Królewskiej
Poprzez nazwę, godło i profil działalności Polska Opera Królewska nawiązuje do początków opery w Polsce. Główną siedzibą teatru jest Teatr Królewski (Teatr Stanisławowski) w Łazienkach, oryginalny XVIII-wieczny teatr dworski, zbudowany z inicjatywy Stanisława Augusta Poniatowskiego.
Działalność Polskiej Opery Królewskiej to przede wszystkim nowe realizacje oper dawnych (głównie epoki baroku i klasycyzmu), a także przywracanie na scenie repertuaru muzyki polskiej: dzieł operowych utworów wokalnych i instrumentalnych. Polska Opera Królewska prowadzi aktywną działalność koncertową, prezentując kompozycje dawne i współczesne, kameralne i symfoniczne.
Polska Opera Królewska wystawia sceniczne i półsceniczne spektakle widowiskowe (oratoria, kantaty sceniczne, balety, melodramy, misteria i traktaty poetyckie), a także dzieła współczesne i prapremiery. Teatr organizuje również festiwale operowe.
Pierwsza premiera pierwszego sezonu artystycznego (2017/2018) odbyła się 3 listopada 2017 (Dziady – Widma, kantata sceniczna Stanisława Moniuszki do II części Dziadów Adama Mickiewicza, w reżyserii Ryszarda Peryta i kierownictwem muzycznym Tadeusza Karolaka.

## Dyrekcja Polskiej Opery Królewskiej
Na pierwszego dyrektora Polskiej Opery Królewskiej powołano profesora Ryszarda Peryta, który sprawował tę funkcję w latach 2017–2019 (aż do śmierci, po długiej chorobie). Zaangażowany w organizację i rozwój instytucji od początku jej istnienia Andrzej Klimczak w latach 2017–2019 był zastępcą dyrektora.
W latach 2019–2024 dyrektorem naczelnym był Andrzej Klimczak,  za jego kadencji zastępcą dyrektora była Magdalena Kaczorowska, od początku istnienia instytucji do momentu objęcia tego stanowiska sprawująca funkcję kierownika działu organizacji pracy artystycznej. Zastępcą dyrektora ds. finansów i administracji jest Iwona Pastwa-Zarychta.
Od 23 lipca 2024 roku stanowisko dyrektora objęła Magdalena Kaczorowska.
Dawid Runtz od 2017 roku jest pierwszym dyrygentem Polskiej Opery Królewskiej.

## Struktura i zespoły Polskiej Opery Królewskiej
Zespoły artystyczne Polskiej Opery Królewskiej:
- Soliści Polskiej Opery Królewskiej[19]: w skład zespołu wchodzą m.in. tacy artyści jak Olga Pasiecznik, Anna Radziejewska, Andrzej Klimczak, Marta Boberska, Monika Ledzion-Porczyńska, Gabriela Kamińska, Dorota Lachowicz, Aneta Łukaszewicz, Justyna Reczeniedi, Justyna Stępień, Anna Wierzbicka, Robert Gierlach, Wojciech Gierlach, Sylwester Smulczyński, Mateusz Zajdel, Witold Żołądkiewicz, czy Leszek Świdziński.
- Zespół Wokalny Polskiej Opery Królewskiej[20], wykonujący partie chóralne w scenicznych oraz koncertowych prezentacjach oper, oratoriów i innych dzieł wokalno-instrumentalnych pod kierownictwem dyrygentki Liliany Krych[21].
- Orkiestra Polskiej Opery Królewskiej[22] – pierwszym dyrygentem jest Dawid Runtz, orkiestrą kieruje Karol Szwech;
- Zespół Instrumentów Dawnych Polskiej Opery Królewskiej Capella Regia Polona[23][24] – powołany we wrześniu 2018, pod kierownictwem Krzysztofa Garstki[25].

## Inscenizacje w Polskiej Operze Królewskiej
Muzyka polska
- S. Moniuszko, Widma, premiera: 3 listopada 2017
- S.F. Klonowic, Hebdomas, premiera: 3 grudnia 2017
- K. Kurpiński, Alexander i Apelles, premiera: 26 stycznia 2018
- M. Kamieński, Nędza uszczęśliwiona, premiera: 23 lutego 2018
- S. Moniuszko, Straszny dwór, premiera: 30 grudnia 2018
- S. Moniuszko, Śpiewnik domowy, premiera: 15 listopada 2019

Opera barokowa
- C. Monteverdi, L'Orfeo (Orfeusz), premiera: 24 lutego 2019
- A. Scarlatti, Scene Buffe, premiera: 24 kwietnia 2019
- H. Purcell, Dido and Aeneas (Dydona i Eneasz), premiera: 26 października 2019
- G.F. Haendel, Rodelinda, premiera: 6 marca 2020
- G.B. Pergolesi, La serva padrona (Służąca panią) , premiera: 4 lipca 2020
- G.F. Haendel, Rinaldo, premiera: 25 i 26 września 2021

Klasyka opery
- W.A. Mozart, Don Giovanni, premiera: 5 lipca 2018
- W.A. Mozart, Thamos, premiera: 27 lipca 2018
- W.A. Mozart, Le Nozze di Figaro (Wesele Figara), premiera: 30 grudnia 2018
- W.A. Mozart, Bastien et Bastienne (Bastien i Bastienne), premiera: 1 czerwca 2019
- W.A. Mozart, Così fan tutte (Tak czynią wszystkie), premiera :5 lipca 2019
- G. Rossini, Il Barbiere di Siviglia (Cyrulik sewilski), premiera: 20 grudnia 2019
- W.A. Mozart, La Finta Giardiniera (Rzekoma ogrodniczka), premiera: 13 i 14 lutego 2021

Opera XX-wieczna i współczesna
- K. Dębski, Hiob, prapremiera online: 25 kwietnia 2021,
- B. Britten, The Rape of Lucretia (Gwałt na Lukrecji), premiera: 12 i 13 czerwca 2021

Spektakle baletowe
- Balet Noverre en action, premiera: 19 września 2020

## Festiwale Polskiej Opery Królewskiej
- Festiwal Polskiej Opery Królewskiej:  kolejne edycje Festiwalu organizowane są w lipcu, są to prezentacje i podsumowania poszczególnych sezonów artystycznych, a także premiery nowych inscenizacji[26]. Podczas Festiwalu POK prezentowała także utwory kameralne i symfoniczne, wokalne i instrumentalne na Zamku Królewskim, w Pałacu na Wyspie w Muzeum Łazienki Królewskie w Warszawie oraz w Studiu Koncertowym Polskiego Radia. Pomysłodawcą corocznych letnich spotkań muzycznych jest Andrzej Klimczak[27]. W latach 2018–2021 odbyły się 4 edycje Letniego Festiwalu Polskiej Opery Królewskiej.

- Muzyka Królów Polskich[28]: festiwal muzyki dawnej, kompozycje z czasów z czasów Kazimierza Wielkiego, Zygmunta Augusta, Władysława IV Wazy i Stanisława Augusta Poniatowskiego[29], utwory m.in. Adama Jarzębskiego, Marcina Mielczewskiego, Bartłomieja Pękiela, Sebastiana Klonowica, Marcina Józefa Żebrowskiego i Eryka Briknera oraz pierwsza polska opera Nędza uszczęśliwiona Macieja Kamieńskiego (IX-X 2019).

- In Tempore Regum. Muzyka Czasu Królów: prezentacja kompozycji tworzonych i wykonywanych w Rzeczypospolitej w XVII i XVIII wieku, m.in. utwory sakralne Szymona Ferdynanda Lechleitnera, Damiana Stachowicza i Jacka Szczurowskiego, a także fragmenty instrumentalne z dzieł operowych kompozytorów francuskich: André Campry oraz Jean-Babtiste’a Lully’ego oraz kompozytora niemieckiego Johanna Adolfa Hasse. Wystawiono także pierwszą w POK premierę baletową Noverre en Action[30] (IX 2020).
- I Festiwal Barokowy Polskiej Opery Królewskiej[31]:  festiwal dzieł barokowych, m.in. premiera Rinalda G.F. Haendla, a także prezentacje dzieł H. Purcella (Dydona i Eneasz), G.B. Pergolesiego (La serva padrona), G.F. Haendla (Rodelinda) i A. Scarlattiego (Scene buffe) oraz wznowienie Orfeusza C. Monteverdiego (IX-X 2021).

## Cykl „Opera w drodze”
Program polegający na prezentacji koncertów z udziałem zespołów artystycznych Polskiej Opery Królewskiej w różnych miejscowościach Polski, mający na celu dotarcie do publiczności, która na co dzień nie ma dostępu do teatru operowego.
W ramach cyklu zaprezentowano m.in.:
2019:
- Oratorium Mesjasz G.F. Haendla w ramach XIV Festiwalu Międzynarodowego im. G.G. Gorczyckiego, (Capella Regia Polona, Krzysztof Garstka – klawesyn, prowadzenie);

2020:
- Olga Pasiecznik i Anna Radziejewska wraz z Capella Regia Polona pod dyrekcją Krzysztofa Garstki w Chorzowskim Centrum Kultury (koncert w ramach XV Międzynarodowego Festiwalu im. G. G. Gorczyckiego);
- Te deum i Msza koronacyjna C-dur Mozarta oraz III Litania Ostrobramska Moniuszki w kolegiacie w Wejherowie (pod dyrekcją Dawida Runtza);
- Kantaty J.S. Bacha (Olga Pasiecznik wraz z Capella Regia Polona w Nowym Domu Sztuki w Radziejowicach);

2021:
- Pieśni W.A. Mozarta w wykonaniu Olgi Pasiecznik i Natalii Pasiecznik w ramach III Letniego Festiwalu Muzyki Sakralnej „Ucho igielne” w Sandomierzu i okolicach oraz III Czarnoleskiego Festiwalu Sztuk;
- Koncert Cessate, omai cessate:  arie i kantaty Antonia Vivaldiego, w wykonaniu Anny Radziejewskiej i Capella Regia Polona pod dyrekcją Krzysztofa Garstki), w bazylice w Sandomierzu;
- Requiem W.A. Mozarta w Policznej (Marta Boberska, Aneta Łukaszewicz, Jacek Szponarski i Wojciech Gierlach), pod dyrekcją Dawida Runtza;
- Inauguracja 16. Festiwalu Goldbergowskiego w Gdańsku, z udziałem Jakuba Józefa Orlińskiego (utwory J.S. Bacha, G.F. Haendla oraz J.V. Medera), pod dyrekcją Krzysztofa Garstki;
- Koncertowa wersja Strasznego dworu S. Moniuszki, z towarzyszeniem Orkiestry Polskiej Opery Królewskiej pod batutą Dawida Runtza na dziedzińcu Zespołu Zamkowo-Parkowego w Krasiczynie (5 IX 2021).